# Четврто крило
Четврто крило (енгл. Fourth Wing) је роман фантастике америчке ауторке Ребеке Јарос, објављен 2023. године. То је прва књига из серије Empyrean. Роман је постигао вирални успех у Тиктоковој читалачкој заједници Букток (BookTok), што га је довело до прве позиције на Њујорк тајмс бестселер листи.

## Позадина
Књига је први део серије Empyrean и уједно прва књига коју је објавио Red Tower Books. Наставак романа, Гвоздени пламен, објављен је у новембру 2023. године.
Протагонисткиња романа Вајолет показује многе симптоме и паралелна искуства са онима са Илос-Данлоовим синдромом. Стање није посебно именовано у роману, али је ауторка потврдила да Вајолет има синдром. Ребека Јарос је открила да и она има стање овог синдрома.

## Синопсис
Радња романа је смештена на Базгиат ратном колеџу у измишљеној земљи Навари, и прати двадесетогодишњу Вајолет Соренгејл. Пошто је цео живот тренирала да постане писар – члан колеџа задужени за документовање историје – она очекује да уђе у школски квадрант писара. Међутим, њена мајка, генерал и командант колеџа, приморава је да уместо тога уђе у смртоносни квадрант јахача упркос Вајолетином малом и крхком телу.
По уласку у „Четврто крило” Јахачевог квадранта, Вајолет мора да преживи низ све опаснијих тестова, укључујући повезивање са змајем и обуку да буде ратник на првим линијама рата у Навари. Поред тога, мета је оних који не воле њену мајку. Излазак из Четвртог крила је дипломирање или смрт.